# فهرست قنات‌های شهرستان ساوجبلاغ
جدول زیر براساس آمار وزارت جهاد کشاورزی تهیه شده‌است. فهرست زیر قنات‌های شهرستان ساوجبلاغ در استان البرز را نشان می‌دهد.
| نام قنات       | موقعیت                     | نزدیک‌ترین روستا | طول قنات (متر) | تعداد میله چاه | عمق مادر چاه | دبی (لیتر بر ثانیه) | سطح زیر کشت (هکتار) |
| -------------- | -------------------------- | --------------- | -------------- | -------------- | ------------ | ------------------- | ------------------- |
| اجین دوجین     | بخش مرکزی شهرستان ساوجبلاغ | اجین دوجین      | ۱۴             | ۱۴             | ۱۴           | ۳۲                  | ۰                   |
| خان کهریز      | بخش مرکزی شهرستان ساوجبلاغ | خور             | ۶۵۰            | ۱۶             | ۱۴           | ۲۲                  | ۶۰                  |
| درویشان        | بخش مرکزی شهرستان ساوجبلاغ | خور             | ۱۰۰۰           | ۲۰             | ۱۸           | ۳۳                  | ۵۰                  |
| دوزعنبر        | بخش مرکزی شهرستان ساوجبلاغ | دوزعنبر         | ۳۰۰            | ۸              | ۱۲           | ۱۰                  | ۲۰                  |
| دوشان          | بخش مرکزی شهرستان ساوجبلاغ | خور             | ۳۰۰            | ۱۴             | ۱۲           | ۱۸                  | ۵۰                  |
| صفرخواجه       | بخش مرکزی شهرستان ساوجبلاغ | صفرخواجه        | ۷۵۰            | ۲۵             | ۱۶           | ۲۵                  | ۳۰۰                 |
| فتح‌آباد        | بخش مرکزی شهرستان ساوجبلاغ | فتح‌آباد         | ۰              | ۲۶             | ۰            | ۲۰                  | ۳۰                  |
| قره قباد       | بخش مرکزی شهرستان ساوجبلاغ | قره قباد        | ۲۲۰۰           | ۱۲۰            | ۱۰           | ۲۲                  | ۱۸۰                 |
| هیو            | بخش مرکزی شهرستان ساوجبلاغ | هیو             | ۲۵۰            | ۱۱             | ۱۰           | ۳۰                  | ۲۰۰                 |
| کریگن          | بخش مرکزی شهرستان ساوجبلاغ | کریگن           | ۰              | ۳۲             | ۰            | ۲۱                  | ۱۶۰                 |
| کهریز صارییقن  | بخش مرکزی شهرستان ساوجبلاغ | خور             | ۲۸۰            | ۸              | ۷            | ۲۰                  | ۶۰                  |
| کهریزسنبل گشان | بخش مرکزی شهرستان ساوجبلاغ | خور             | ۳۰۰            | ۹              | ۶            | ۱۰                  | ۳۰                  |
| کهریزگل        | بخش مرکزی شهرستان ساوجبلاغ | خور             | ۱۰۰۰           | ۱۵             | ۱۲           | ۳۰                  | ۵۰                  |